# アレッサンドロ・バッラン
アレッサンドロ・バッラン（Alessandro Ballan、1979年11月6日- ）は、イタリア・カステルフランコ・ヴェーネト出身の自転車競技（ロードレース）選手。

## 経歴

### 2004年
- ランプレ・フォンディタル（現 ランプレ・ISD）と契約を結び、プロ選手としてのキャリアをスタートさせる。当初はロマーンス・ヴァインシュタインスや、ジャンルカ・ボルトラミのアシストとしての役割が多かった。

### 2005年
- クラシック・ハリボー 3位
- デ・パンネ3日間 区間1勝(第1S)・総合2位
- ロンド・ファン・フラーンデレンでは6位に入る。
- エネコ・ツアー 区間1勝(第5S)

### 2006年
- トロフェオ・ライグエーリア 優勝
- ミラノ〜トリノ 4位
- ティレーノ〜アドリアティコ総合3位
- ミラノ〜サンレモ 8位
- E3プライス・フラーンデレン2位
- ロンド・ファン・フラーンデレン 5位
- パリ〜ルーベ3位などの実績を残す
- ツール・ド・フランス初出場。第12ステージではヤロスラフ・ポポヴィッチに次いで2位に食い込む（総合63位）
- エネコ・ツアー 総合8位
- ツール・ド・ポローニュでは総合3位
- UCIプロツアーでは6位に入った。

### 2007年
- ティレーノ〜アドリアティコにおいて鎖骨骨折に見舞われる。
- しかし、デ・パンネ3日間で総合優勝
- ロンド・ファン・フラーンデレンでは、ベルギーのライフ・ホストとのスプリント争いを制して優勝。
- クラシカ・サンセバスティアン 4位
- 8月に行われたヴァッテンフォール・サイクラシックスでもスプリント争いを制し、2位になったオスカル・フレイレの同レース連覇を阻んだ。
- ツール・ド・ポローニュ 総合5位

### 2008年
- モンテ・パスキ・エロイカ 2位
- ロンド・ファン・フラーンデレン 4位
- パリ〜ルーベ 3位
- コッパ・ベルノッキ 4位
- GP西フランス・プルエー 2位
- 8月30日に開幕したブエルタ・ア・エスパーニャでは山岳ステージの第7ステージにおいて20km近い単独走行を決めて快勝。同時にマイヨ・オロ（ゴールデンジャージ）も手中に入れた。その後はワンデイレースを得意とする脚質もあって総合優勝争いからは後退し、第15ステージを前に世界選手権に備えてリタイアする。[1]
- 9月28日、自国イタリア、ヴァレーゼで開催された世界選手権・個人ロードレースにおいて、同胞のダミアーノ・クネゴら、13人のスプリント争いを制し、初の世界王者の座に就いた。

### 2009年
- トロフェオ・ライグエーリア 5位
- ジロ・ディ・サルデーニャ 総合3位
- ツール・ド・ポローニュ第5ステージを制して総合首位に立ち、最後まで守りきって総合優勝。

### 2010年
- BMC・レーシングチームに移籍。
- 4月にドーピング疑惑が発覚したことにより、一時的に出場自粛処分を受けた。5月28日に嫌疑が晴れた[2]。
- ツール・ド・ポローニュ 総合5位

### 2011年
- ストラーデ・ビアンケ 2位
- ミラノ〜サンレモ 4位
- パリ〜ルーベ 6位

### 2012年
- ストラーデ・ビアンケ 4位
- ミラノ〜サンレモ 8位
- E3・ハレルベーク 9位
- ロンド・ファン・フラーンデレン 3位
- パリ〜ルーベ 3位
- ジロ・ディ・トスカーナ 優勝
- エネコツアー 区間1勝(第7S)
- ロードレース世界選手権・チームタイムトライアル 2位

2014年1月17日、イタリアオリンピック委員会(CONI)は、マントヴァのドーピング捜査で名前が挙がった当人に対し、2年間の出場停止処分を下した。なお、所属していたBMC・レーシングチームは、これを受け即刻当人との契約を解除した。

## エピソード
- ニックネームのボンテンピーノとは、かつてクラシックレースなどで活躍した元自転車競技選手、ギド・ボンテンピに風貌がよく似ていることからつけられたそうである。また、兄・アンドレア・バッランも自転車選手である。
- 2009年、春先のクラシック開始と同時にウィルス性胃腸炎にかかり、見事にマイヨ・アルカンシエルに呪われた。
- 2009年ジロ・デ・イタリア総合二位のダニーロ・ディルーカが血液検査でドーピング陽性反応が検出された一週間後、アマチュア選手からEPOの購入を持ちかけられたことをドーピング追放捜査に告発。さらなる衝撃とドーピング問題の根深さを浮き彫りにした。